# Necropoli della Pedata

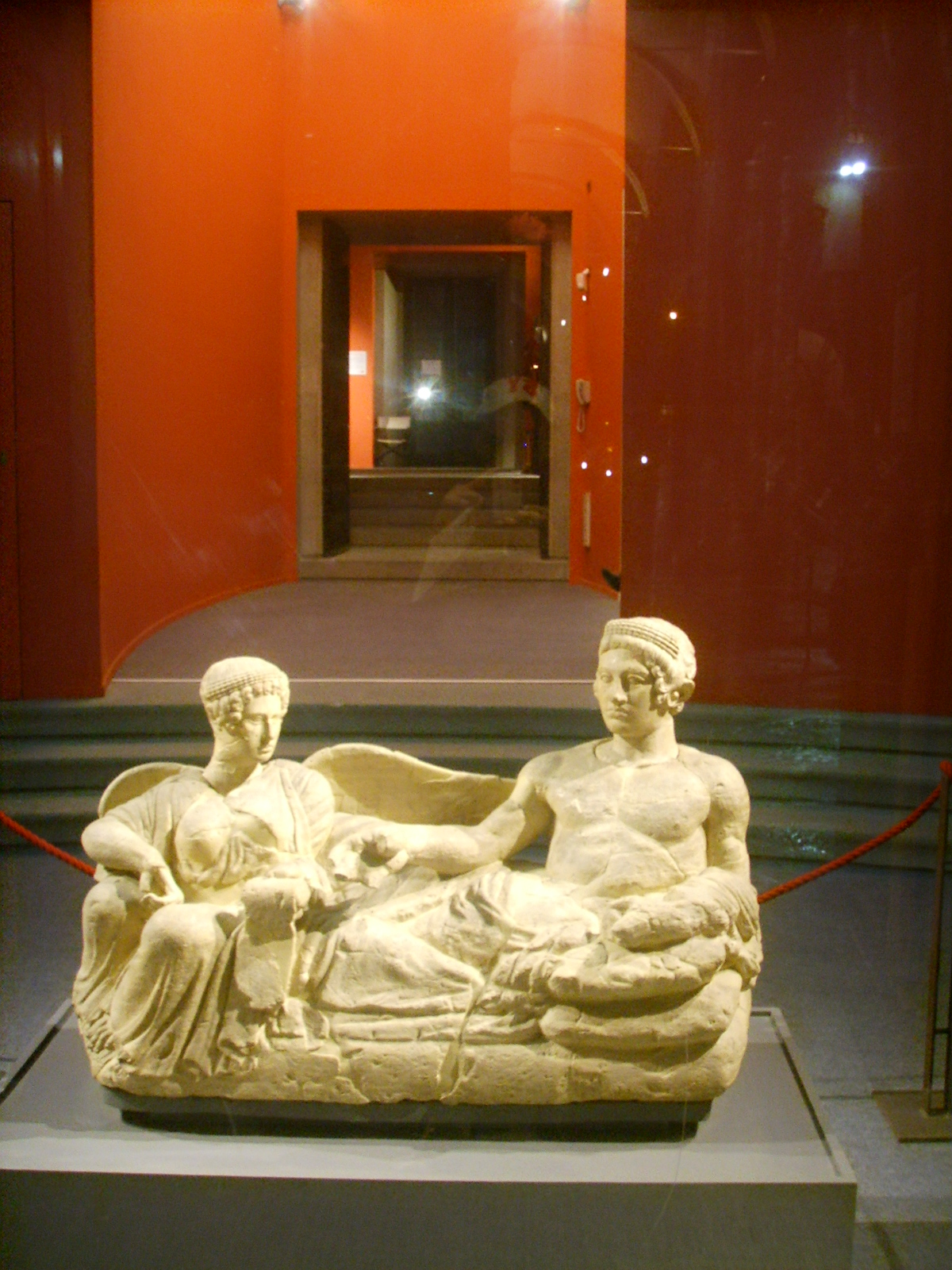
Sarcophage figuré de couple, transféré à Florence.

La necropoli della Pedata è un sito etrusco situato a Chianciano Terme, in provincia di Siena (Italia).

## Descrizione
Il sito prima della sua esplorazione sistematica negli anni '80, era già stato oggetto del ritrovamento nel 1846 della Mater Matuta etrusca, un cinerario antropomorfico del Periodo classico.
Gli scavi hanno portato alla luce una ventina di tombe, di cui una con soffitto particolarmente ornato, risparmiata dal saccheggio dei tombaroli nel XIX secolo.
La tomba Morelli, scoperta nel 1995, quella di un principe del periodo orientalizzante etrusco (VII secolo), ritrovata con i suoi corredi funerari intatti, è stata ricostruita nel museo cittadino con gli oggetti ricollocati nella configurazione del loro ritrovamento.
Alcuni degli arredi funerari delle tombe sono esposti nel Museo Archeologico delle Acque, altri sono stati trasferiti al museo archeologico nazionale di Firenze (un tipo Sarcofago degli sposi, della posa del banchetto etrusco).